# Teeline shorthand
Teeline – system stenograficzny zatwierdzony przez Narodową Radę Szkolenia Dziennikarzy (National Council for the Training of Journalists(ang.)), organizację odpowiadającą za ustalanie zasad szkolenia i egzaminowanie dziennikarzy w Wielkiej Brytanii.
Utworzony w 1968 roku przez nauczyciela stenografii systemu Pitmana Jamesa Hilla (1908–1971). Został zaadaptowany do języków germańskich i niektórych romańskich. Podstawowym jego założeniem była szybkość i prostota nauki podstaw, aby po krótkim okresie przygotowawczym pozostałą częścią treningu była praktyka pisania i czytania, którą można prowadzić korzystając już z systemu na co dzień. Teeline nie osiąga prędkości starszych systemów, stąd nie może być zaliczony do parlamentarnych, raczej do notatkowych. Stwierdzony rekord prędkości to nie więcej niż 150 słów na minutę (wpm).

## Podstawowa metoda pisania
Podstawową metodą stenografowania w Teeline łączenie kolejnych znaków ze sobą, zwykle koniec poprzedniego z początkiem następnego. Przyjęte także jest pomijanie w zapisie samogłosek, rzadziej także innych głosek. Litery systemu dla najczęściej spotykanych połączeń posiadają formy zrośnięte (consonant blends), przyspieszające pisanie. Użytkownicy mają dużą swobodę tworzenia własnych znaczników (symboli, skrótów) słów i związków frazeologicznych, choć na rynku dostępne są też gotowe zestawy w postaci słowników. Zasadą jest uczenie się gotowych znaczników w trakcie codziennego używania stenografii. Dąży się do ustalenia powszechnie stosowanych układów dla poszczególnych słów. Takie układy nazywa się kształtami(?) (outlines).

## Alfabet
W przeciwieństwie do większości systemów stenograficznych Teeline nie jest oparte na metodzie fonetycznej budowy alfabetu, lecz na literach abecadła angielskiego. Metoda fonetyczna znajduje zastosowanie na podobnej zasadzie, jak skróty używane podczas pisania SMS(ang.). Zniesiono niektóre dwuznaki, jak np. PH zastępując je fonetycznym F. Utworzono też „zlane” (z dwóch lub więcej znaków alfabetu) lub przekształcone znaki dla najczęściej stosowanych grup spółgłoskowych i zrostków. Jednocześnie każda litera alfabetu ma przypisane znaczenie (znacznik), a czasem nawet kilka, zależnie od kontekstu zdania. Znaczniki wykazano w tabelce poniżej (w języku angielskim). Podobne przypisania użytkownicy systemu mogą tworzyć także na własną rękę.
| Znak (litera) | Znaczenie                            | Uwagi                                                                                      |
| ------------- | ------------------------------------ | ------------------------------------------------------------------------------------------ |
| A             | auto, after, able, able to, ability  |                                                                                            |
| B             | bee, be                              |                                                                                            |
| C             | Local, locals, because               | Jeżeli pod linią bazową pisma                                                              |
| D             | Do, Day                              |                                                                                            |
| E             | Electricity                          | Również indykator „eng”                                                                    |
| F             | From                                 |                                                                                            |
| G             | Go, Gentleman                        |                                                                                            |
| H             | He                                   |                                                                                            |
| I             | I (singular), Eye                    | Również jako indykator dla grupy „Ing”                                                     |
| J             | brak                                 | Zachęca się do samodzielnego przypisywania znaczenia                                       |
| K             | Kilo, Kind, Like                     |                                                                                            |
| L             | Letter, Lady, a lot, a lot of        |                                                                                            |
| M             | Me, May                              |                                                                                            |
| N             | Non, Nation, National, Begin, Beyond | Użyte w pozycji litery T dla oddania końcówki ion, jak junction.                           |
| O             | Blood, bloodspot, pint of blood, or  | Również jako indykator dla „ong”, „ology”, np. sociology można napisać „S+C+oddzielone O”. |
| P             | Page, Pence, Police                  |                                                                                            |
| Q             | Queen, question, equal               |                                                                                            |
| R             | Are, authority                       |                                                                                            |
| S             | South                                |                                                                                            |
| T             | to, too                              |                                                                                            |
| U             | You                                  | Również jako indykator końcówki „ung” przedrostka „un”                                     |
| V             | Very, Evidence, evidently            |                                                                                            |
| X             | Accident, accidentally               | Zastępuje słowa Christ, Christian etc.                                                     |
| Y             | Your, Why                            |                                                                                            |
| Z             | Zoo                                  | Może zostać zastąpione S                                                                   |
| SH            | shall, shell                         |                                                                                            |
| CH            | Chair(man/woman)                     |                                                                                            |
| TH            | The, Thousand(s)                     |                                                                                            |

## Galeria grafik

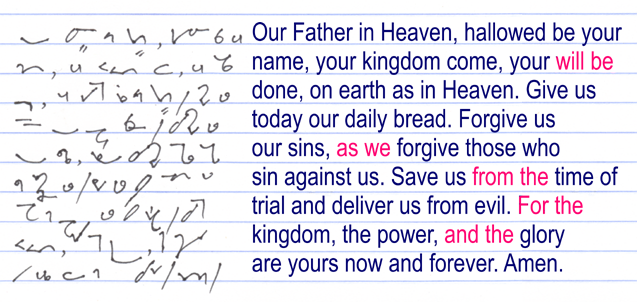
Modlitwa Pańska napisana w Teeline
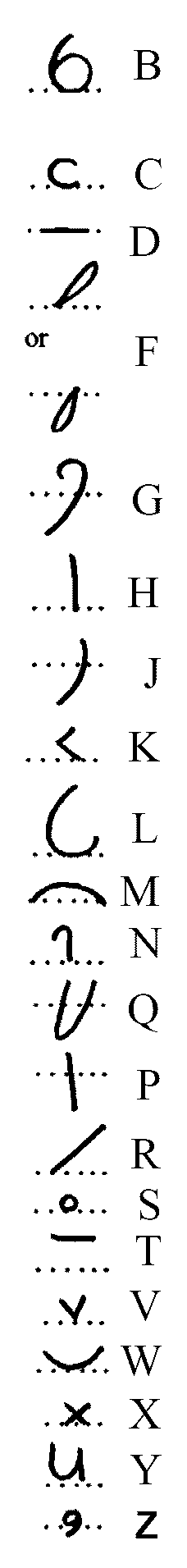
Alfabet – spółgłoski w systemie Teeline
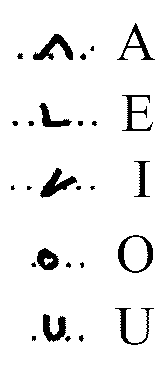
Alfabet – samogłoski w systemie Teeline
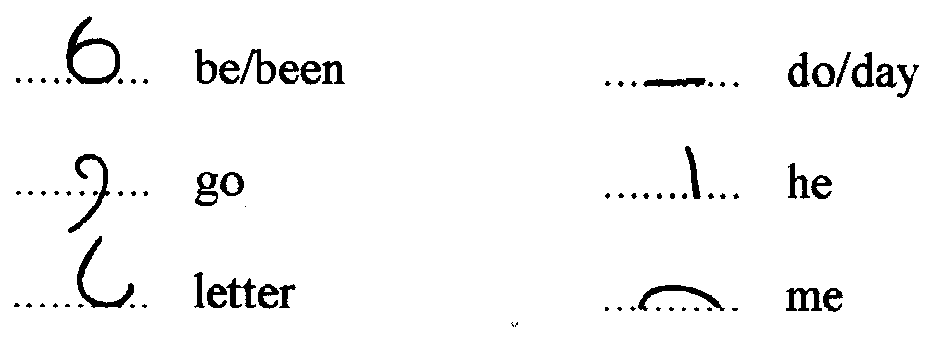
Przykładowe słówka w systemie Teeline
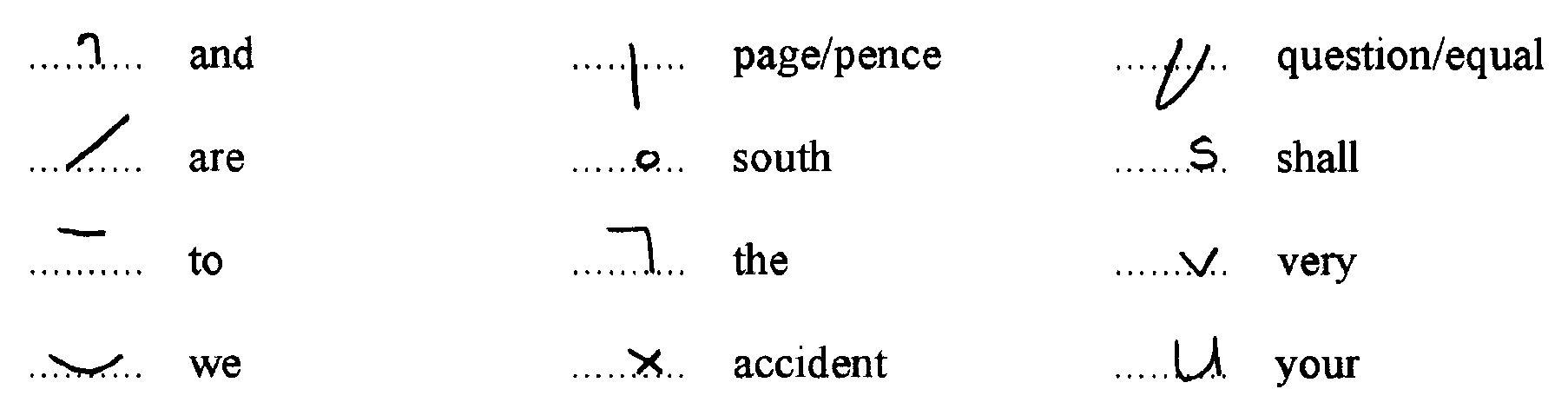
Przykładowe słówka w systemie Teeline
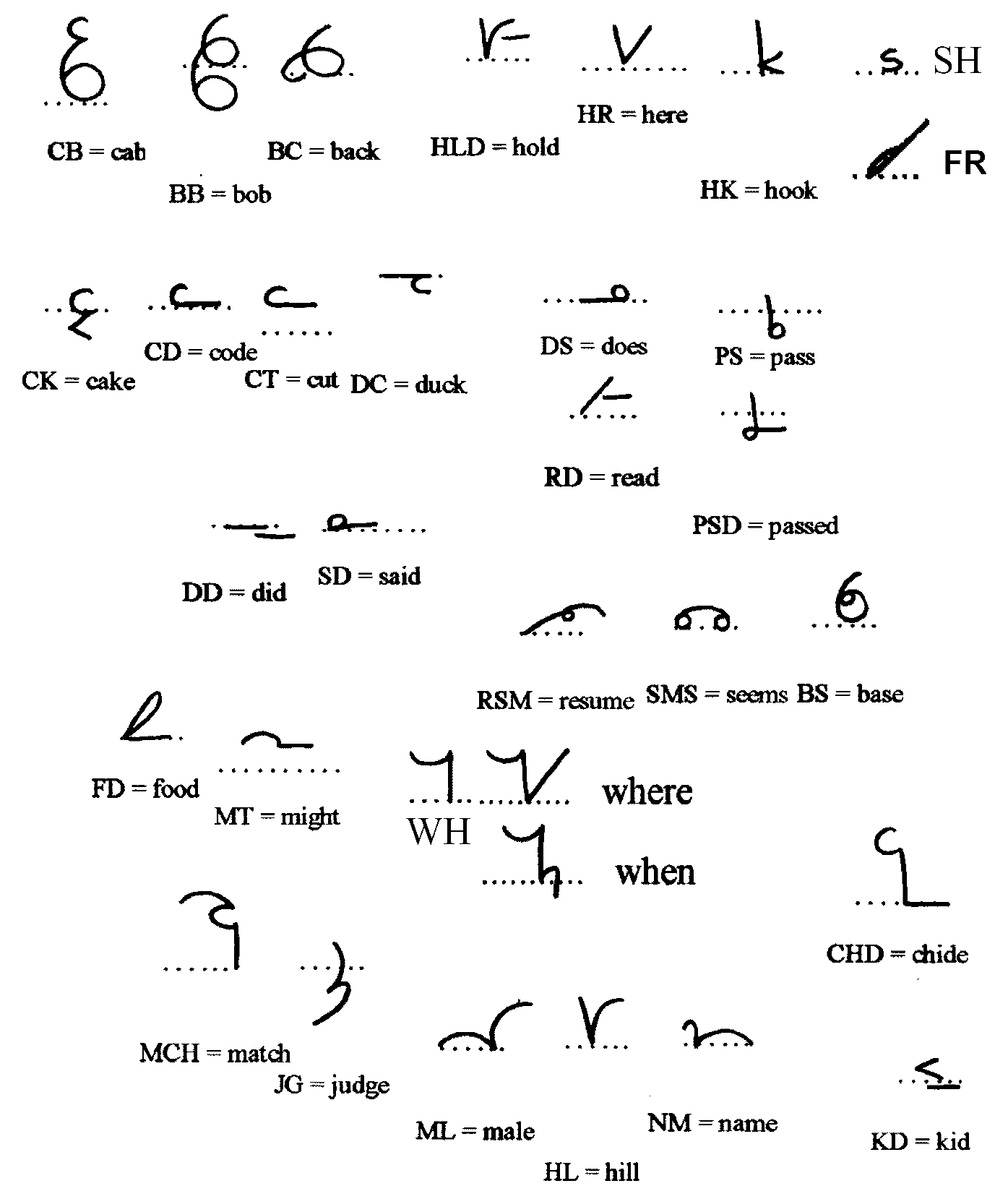
Połączenia liter obrazujące metodę tworzenia słów w systemie Teeline